# 산소 마스크

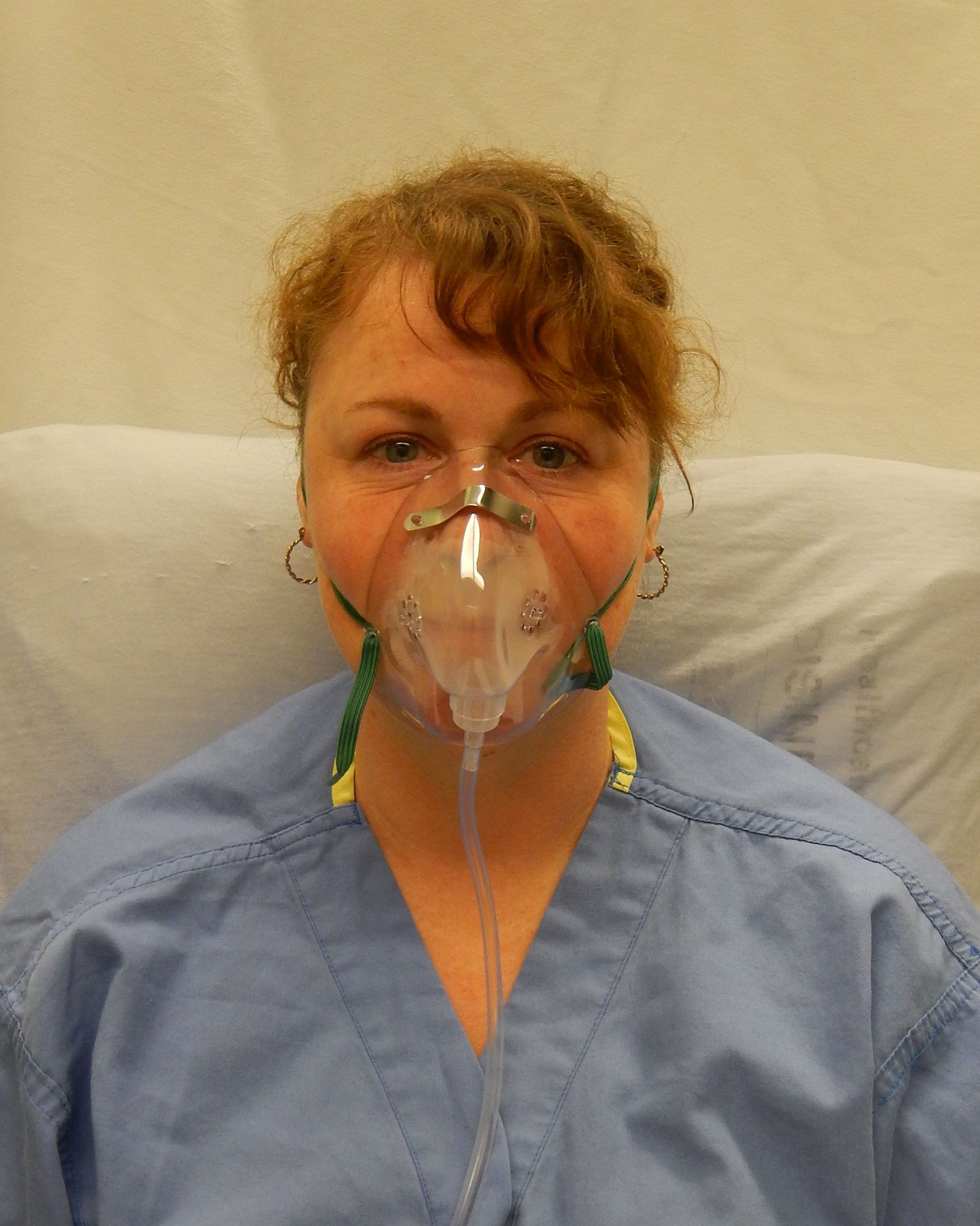

산소 마스크는 산소 저장 탱크로부터 호흡용 산소를 허파로 주입하는 방식의 의료 기기이다. 산소 마스크에는 코와 입만 덮는 형식과 얼굴 전체를 덮을 수 있는 형식이 있다. 플라스틱, 실리콘, 또는 고무를 사용해 만들어지며, 몇몇 상황에는 산소 마스크 대신 코삽입관을 이용하기도 한다.

## 같이 보기
- 산소 흡입
- 고압산소요법